# La Vounaise

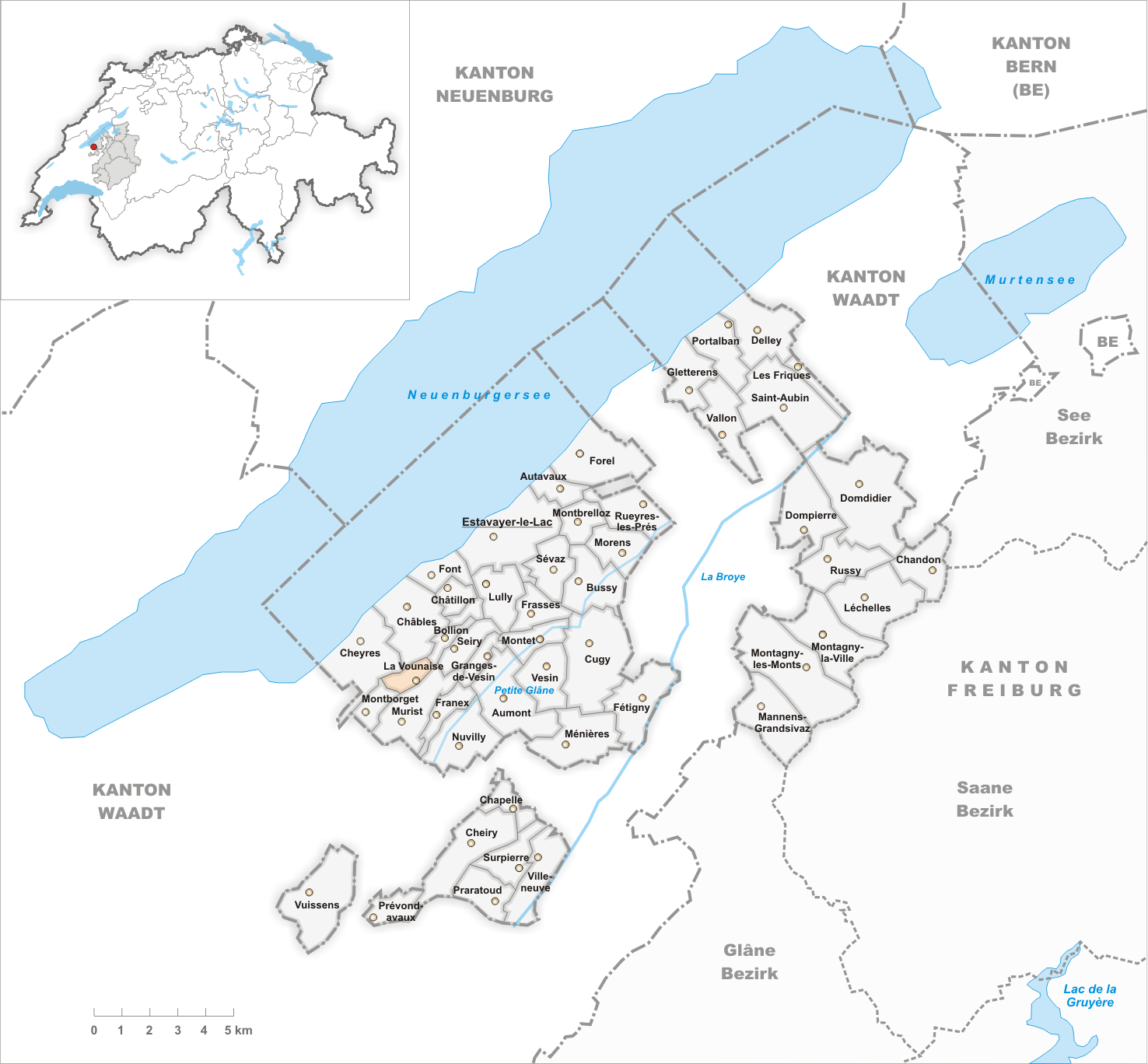
Gemeindestand vor der Fusion am 1. Januar 1981

La Vounaise ist eine Ortschaft und früher selbständige politische Gemeinde im Distrikt Broye des Kantons Freiburg in der Schweiz. Am 1. Januar 1981 wurde La Vounaise nach Murist eingemeindet. Seit 2017 gehört das Dorf zur Gemeinde Estavayer.

## Geographie
La Vounaise liegt auf 588 m ü. M., sechs Kilometer südsüdwestlich des Bezirkshauptortes Estavayer-le-Lac (Luftlinie). Das Dorf erstreckt sich im Tal des Bainoz (linker Seitenbach der Petite Glâne) auf der nördlichen Seite des Bachlaufs, im Molassehügelland zwischen dem Neuenburgersee und dem mittleren Broyetal, im nordwestlichen Freiburger Mittelland. Die ehemalige Gemeindefläche betrug 1,32 km². Das Gebiet reichte vom Bainoz nordwärts über die Höhe von Le Carronet (652 m ü. M.) bis in das nördlich angrenzende Waldtälchen am Rand des Bois des Bruyères.

## Bevölkerung
Mit 79 Einwohnern (1980) zählte La Vounaise vor der Fusion zu den kleinsten Gemeinden des Kantons Freiburg. Zu La Vounaise gehörten auch einige Einzelhöfe.
Einwohnerzahlen: Volkszählungsdaten

## Wirtschaft
La Vounaise lebt noch heute von der Landwirtschaft, insbesondere vom Ackerbau und von der Milchwirtschaft. In einem Steinbruch nördlich des Dorfes wurde früher Muschelsandstein abgebaut.

## Verkehr
Das Dorf liegt abseits der grösseren Durchgangsstrassen an einer Verbindungsstrasse von Estavayer-le-Lac nach Murist. Durch die Buslinie der Transports publics Fribourgeois, die von Estavayer-le-Lac aus das Hinterland bis Vuissens bedient, ist La Vounaise an das Netz des öffentlichen Verkehrs angebunden.

## Geschichte
Die erste urkundliche Erwähnung des Ortes erfolgte um 1320 unter den Namen Vounesy und Vounezi. Später erschienen die Bezeichnungen Vonnaise (1668) sowie Vonayse und Vounise. Der Ortsname ist vom Patois-Ausdruck vaunaise (schlechte Erde) abgeleitet.
Seit dem Mittelalter gehörte La Vounaise zur Herrschaft La Molière. Nachdem Bern 1536 das Waadtland erobert hatte, kam das Dorf unter die Herrschaft von Freiburg und wurde der Vogtei Font zugeteilt. Nach dem Zusammenbruch des Ancien Régime (1798) gehörte La Vounaise während der Helvetik und der darauffolgenden Zeit zum Bezirk Estavayer, bevor es 1848 in den Bezirk Broye eingegliedert wurde. Mit Wirkung auf den 1. Januar 1981 wurde La Vounaise nach Murist eingemeindet.